# Závitová tyč

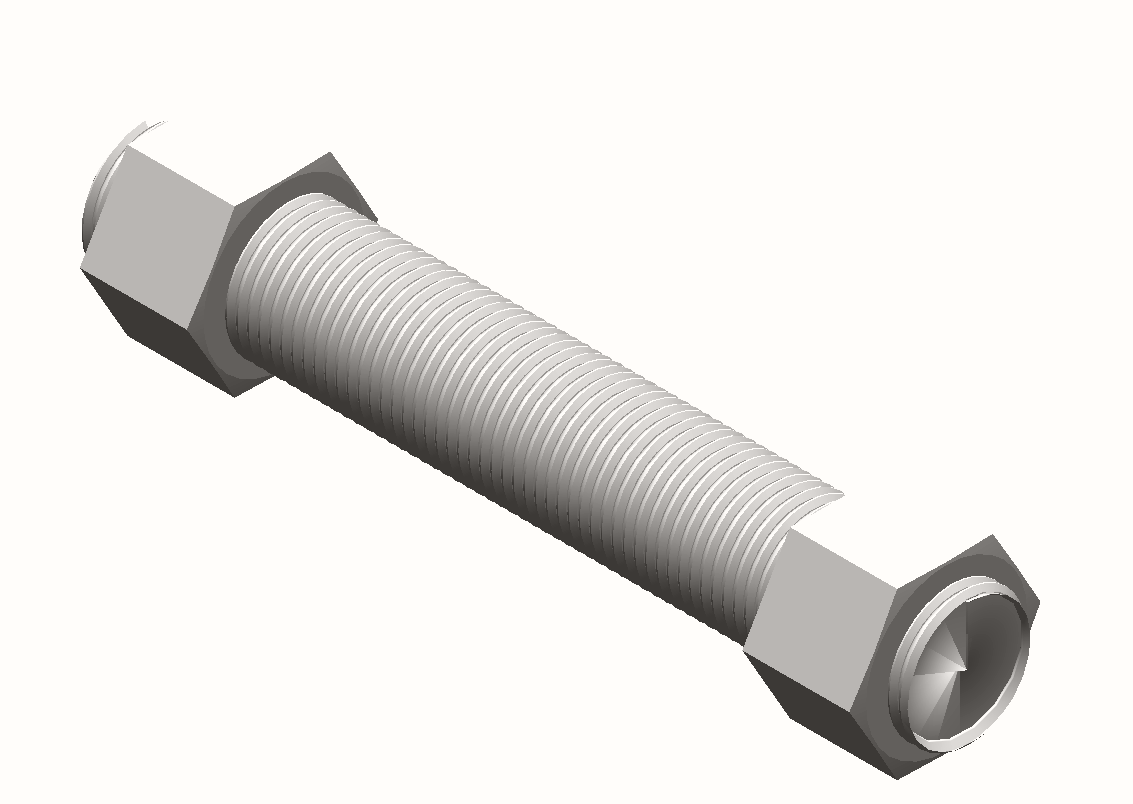
Náčrtek závitové tyče s maticemi

Závitová tyč je druhem spojovací součástky, kruhová plná tyč se závitem po celé délce nebo s krátkým závitem na jednom či obou koncích. Používá buď například tam kde běžně vyráběné délky šroubů nedostačují nebo kde je požadavek na osazení matic z obou stran. Tyče se vyrábí v různých délkách, od několika centimetrů až po několik metrů. Specifikaci součástky upravuje norma DIN 975.

## Charakteristika
Nejčastěji se vyrábí z uhlíkové nebo korozivzdorné oceli různých pevností. Pro speciální účely ale existují i tyče z mosazi, hliníkových slitin, titanových slitin, bronzu.
Závit může být metrický, Whitworthův nebo trapézový, s různým stoupáním závitu, a to ať metrického např. M10 x 1,5 nebo Whitworthova, např. UNC, UNF, atd. Závitové tyče se vyrábí i s levým stoupáním závitu.

## Využití
Závitovou tyč se používá v mnoha variantách spojů jak ve strojnictví tak stavebnictví. Její největší výhodou je velká svěrná délka (tj. délka mezi dosedacími plochami matic). Otvorem ve spojovaných materiálech se provleče závitová tyč, na koncích se osadí matice,vždy s podložkami, a dotáhnou se předepsaným utahovacím momentem. Takto se spojují např. kleštiny s krokvemi nebo jiné prvky dřevěných krovů.
Velmi často se závitové tyče používají s napínáky jako ztužující části konstrukcí, tzv. zavětrování. Dvě dlouhé tyče se závity na koncích se spojují v napínací matici s levým a pravým vnitřním závitem. Otáčením napínací matice se dotahují závitové spoje a tyče jsou tak předpínány.
Závitové tyče se používají i jako kotvy pro upevnění konstrukcí nebo jejich částí k betonovému podkladu, zděným konstrukcím nebo rostlé hornině.

## Značení
Metrické závitové tyče vyšších tříd pevnosti jsou značeny barvou podle ISO, barevné značení:
- neoznačeno — pevnost 4.6 (Mez pevnosti= 400 N/mm², mez kluzu 240 N/mm²)
- žlutá — pevnost 8.8 (800 N/mm², 640 N/mm²)
- zelená — nerezová ocel A2 (304)
- červená — nerezová ocel A4 (316)
- bílá — pevnost 10.9 (1000 N/mm², 900 N/mm²)

## Rozporová závitová trubka
Na rozdíl od závitové tyče, kterou se k sobě přitahují konstrukce nebo její části, rozporová trubka slouží jako vzpěra (většinou provizorní), kterou lze osadit dodatečně, aniž by bylo nutné zvlášť upravovat rozpěrné body konstrukce.
Vzpěra je tvořena trubkou nebo tyčí s podlouhlým otvorem v ose, která je kratší než je vzdálenost rozpěrných bodů a je opatřená na jednom nebo obou koncích vnitřním závitem, do kterého je zašroubován šroub. Hlava šroubu může být tvarována tak, aby byl zajištěn spolehlivý kontakt s rozpěrnými body a zároveň, aby bylo umožněno bezproblémové otáčení šroubu. Aktivace vzpěry se provádí otáčením šroubu, kterým se prodlouží vzpěrná délka a celá sestava se vzepře mezi dvěma rozpěrnými body. Takovou vzpěru lze snadno demontovat zašroubováním šroubů na koncích, tyč se tím zkrátí a uvolní. Předpokladem použitelnosti je také dostatečná únosnost jak rozpěrných bodů, mezi které má být nosník uchycen, tak i vzpěrná únosnost tyče resp. trubky.